# Švitrigaila
Švitrigaila (c. 1370–10 de febrero de 1452) fue el Gran Duque de Lituania desde 1430 a 1432. Pasó la mayor parte de su vida en grandes luchas dinásticas contra sus primos Vitautas y Žygimantas Kęstutaitis.

## Lucha contra Vitautas
Nació de Algirdas y Uliana de Tver. Fue bautizado por su madre en la Iglesia ortodoxa. A los once años, él (junto con su hermano Jogaila) se convirtieron en Cracovia al catolicismo, cambiando su nombre cristiano de Lev a Boleslaw.
En aquel momento, la ciudad de Pólotsk era la capital de sus tierras. En 1392, sin embargo, Švitrigaila hizo un intento de capturar la vecina ciudad de Vítebsk, pero fue echado por su primo Vitautas de Lituania hacia Prusia.
Mientras vivió fuera, Švitrigaila se posicionó del bando de los Caballeros Teutónicos en su prolongada lucha contra Vitautas. En 1400, le fue permitido volver a Lituania, recibiendo como tierras Podolia. Cuatro años después se desplazó a Severia.

### Deserción a Moscú
Se cree que Švitrigaila simpatizaba con los rusos, al haber nacido de una madre rusa, Uliana de Tver, y estando casado con Ana Ivánovna de Tver. Cuando emprezó la guerra entre Vitautas y su yerno moscovita en 1408, Švitrigaila se unió a la suerte del último y se pasó a Moscú.
Durante su breve estancia en Moscovia, Švitrigaila fue recompensado con Volokolamsk y varias otras ciudades y puesto a la cabeza del ejército ruso que operaba contra Vitautas. Carente de talento militar, no consiguió ganar ni una batalla, y al enterarse de la invasión de Edigéi, huyó a Lituania, saqueando Sérpujov en su camino.
De regreso en Lituania, fue arrestado como traidor y peligroso pretendiente, siendo encarcelado en el castillo de Kremenets durante nueve años. Finalmente fue liberado por el príncipe Danylko Ostrogski, escapando a Hungría. con la mediación del Emperador del Sacro Imperio Romano y su hermano Jogaila se le permitió volver a Lituania como soberano de Severia en 1420.

## Lucha contra

### Gran Duque de Lituania
Desde la muerte de Vitautas en octubre de 1430, la nobleza lituana eligió unilateralmente a Švitrigaila como Gran Duque. Este hecho violaba los términos de la Unión de Horodło de 1413, en la que los lituanos prometieron no elegir un nuevo gran duque sin la aprobación del Reino de Polonia. Con la intención de recibir los votos rutenos, Švitrigaila otorgó derechos iguales a los nobles ortodoxos que a los católicos, uno de los logros duraderos de su breve reinado. Los szlachta, liderados por Zbigniew Oleśnicki, se ofendieron y pidieron que Švitrigaila jurara fidelidad a su hermano Jogaila, Rey de Polonia. Švitrigaila rechazó la demanda y declaró la independencia. El conflicto se vio complicado por disputas territoriales en Podolia y Volinia, que de acuerdo a un acuerdo de 1411 serían gobernadas por Lituania mientras viviera Vitautas.
Švitrigaila luchó contra las fuerzas polacas en Lutsk, en Volinia, organizando a la vez una coalición antipolaca. En junio de 1431, se alcanzó un acuerdo con los Caballeros Teutónicos: los Caballeros declararon la guerra y sin mucha oposición invadieron Polonia, cuyas fuerzas se enfrentaban a las de Švitrigaila en Volinia. En septiembre se firmó una tregua de dos años entre Polonia, Lituania, y los Caballeros Teutónicos en Stari Chortorisk. Fue más favorable a Polonia y está claro el porqué de que Švitrigaila accediera a ella. Sin embargo, la tregua no solucionaba la disputa que había provocado la guerra. La guerra se convirtió en un combate diplomático: Polonia buscó volver a los nobles lituanos contra Švitrigaila.

### Golpe de Estado y Guerra Civil
Un grupo de conspiradores, encabezados por Žygimantas Kęstutaitis, atacó a Švitrigaila y su escolta, que estaban en ese momento en Ašmena en la noche del 31 de agosto de 1432. Švitrigaila consiguió escapar a Pólotsk. No está claro porqué había nobles que apoyaran a Žygimantas. Posiblemente los nobles lituanos no estaban satisfechos con los favores que Švitrigaila tenía con los duques ortodoxos, pero antes del golpe no existía una oposición formada. Žygimantas, que no había tenidos un papel importante en la política lituana antes del golpe y que inicialmente había apoyado a Švitrigaila, se convirtió en el Gran Duque y continuó con la política de unión con Polonia.
Lituania se vio dividida en dos bandos: los partidarios de Žygimantas (Lituania, Samogitia, Podlaquia, Hrodna, Minsk) y los de Švitrigaila (Pólotsk, Vítebsk, Smolensk, Kiev, Volinia). Se iniciarían tres años de devastadoras hostilidades. Švitrigaila recabó la ayuda de Sayid Ahmad I, kan de la Horda de Oro. Ambos bandos sufrieron grandes pérdidas, quedando la victoria en manos de Žygimantas tras la batalla de Pabaiskas en 1435. Tras la derrota, Švitrigaila huyó a Pólotsk.
Al perder su influencia sobre los principados eslavos, intentó reconciliarse con Polonia en septiembre de 1437: el gobernaría las tierras que todavía le dieran apoyo (principalmente Kiev y Volinia) y tras su muerte sus territorios pasarían al rey de Polonia. Sin embargo, el Senado Polaco no ratificó este tratado pese a las fuertes protestas de Žygimantas. Švitrigaila se retiró a Valaquia en 1438.

## Últimos años
En 1440 Žygimantas fue asesinado por nobles que apoyaban a Švitrigaila, volviendo este a gobernar Podolia y Volinia. A los 70 años, o 85, según otras fuentes), era demasiado viejo para continuar su lucha por el trono lituano. Poco antes de su muerte en Lutsk en 1452, cedió todas sus posesiones en Podolia y Volinia al estado lituano.
| Predecesor: Vitautas el Grande | Gran Duque de Lituania 1430 - 1432 | Sucesor: Segismundo I |